# Surrender (chanson des Angels and Airwaves)
Pour les articles homonymes, voir Surrender.
Singles de Angels and Airwaves
Anxiety
(2011) Reel 1 (Diary)
(2013)
Pistes de Love: Part Two
Saturday Love
(1) Anxiety
(3)
Surrender est une chanson du groupe Angels and Airwaves qui apparaît sur l'album Love: Part Two. C'est le second et dernier single de l'album sorti le 21 octobre 2011. 

## Liste des pistes
| Surrender | Surrender | Surrender           | Surrender | Surrender | Surrender | Surrender | Surrender | Surrender | Surrender |
| No        | Titre     | Auteur              | Durée     |           |           |           |           |           |           |
| --------- | --------- | ------------------- | --------- | --------- | --------- | --------- | --------- | --------- | --------- |
| 1.        | Surrender | Angels and Airwaves | 4:30      |           |           |           |           |           |           |
| 4:30      |           |                     |           |           |           |           |           |           |           |

## Informations sur la chanson
- Le clip vidéo est sortie le 26 mai 2012.
- Un remix de cette chanson nommé Surrender (Remix) apparait sur le EP Stomping the Phantom Brake Pedal sortie le 18 décembre 2012.